# Algerische Fußballnationalmannschaft (U-23-Männer)
Die algerische U-23-Fußballnationalmannschaft ist eine Auswahlmannschaft algerischer Fußballspieler, die der Algerian Football Federation unterliegt. Sie repräsentiert den Verband bei internationalen Freundschaftsspielen wie auch von 1991 bis 2015 bei den Afrikaspielen, von 1992 bis 2008 bei der Qualifikation für die Olympischen Sommerspiele und seit 2011 beim U-23-Afrika-Cup, welcher seit dem über die Teilnahme an den Olympischen Sommerspielen entscheidet.

## Geschichte

### Afrikaspiele
Die erste bekannte Teilnahme an der Qualifikation für die Afrikaspiele war 1991, wo sie gegen Tunesien gelost wurden. Nach Hin- und Rückspiel stand es am Ende 2:2 und Algerien scheiterte so an der Auswärtstorregel. Bei der nächsten Qualifikationsrunde traf man erneut auf Tunesien, diesmal gelang aber nach zwei Spielen ein 2:1 und somit gelang diesmal die Qualifikation für die Endrunde. Hier erreichte die Mannschaft in der Gruppenphase jedoch nur einen Sieg über Mauritius, und somit nur ein Dritter Platz, was nicht zum Weiterkommen reichte.
Aus unbekannten Gründen gewann Algerien das Qualifikationsspiel zu den Spielen 1999, durch Nichtantritt von Tunesien. Aber auch hier kam man bei der Endrunde nur auf den dritten Platz in der Gruppenphase. Weil es wieder nur mit einem Gewinn über Uganda, lediglich zu drei Punkten reichte. Bei der Qualifikation zu dem Turnier im Jahr 2003, reichte dann auch ein 1:1 im Hinspiel gegen Libyen schon um am Ende nach einem 0:0 im Rückspiel durch die Auswärtstorregel sich zu qualifizieren. Bei der Endrunde gelangen diesmal zumindest sogar vier Punkte, dies reichte aber ein weiteres Mal nur für den dritten Platz.
Für die Spiele 2007 musste sich das Team schließlich gar nicht erst qualifizieren, weil sie als Gastgeber automatisch an der Endrunde teilnehmen konnten. Diesmal sammelte man erneut nur vier Punkte, es reichte aber wieder nicht für ein Weiterkommen nach der Gruppenphase.
Aus nicht näher bekannten Gründen nahm die Mannschaft an der Qualifikation für die Spiele 2011 dann gar nicht erst teil. Gleiches passierte auch bei der für die Spiele 2015. Seit den Spielen 2019 ist es die Aufgabe der U-20 sich für den Wettbewerb zu qualifizieren.

### Olympia-Qualifikation
In der Qualifikation für die Olympischen Spiele 1992, stieg die Mannschaft zur zweiten Runde ein, scheiterte hier bereits jedoch nach Hin- und Rückspiel mit einer 0:1-Niederlage an Sierra Leone. Auch bei der nächsten Qualifikation kam die Mannschaft nicht über seine erste Runde hinaus, weil man hier mit 1:3 Guinea unterlag. Ein drittes Mal wiederholte sich das Erstrundenaus, dann auch bei der darauffolgenden Qualifikationsrunde, wo man mit 2:4 diesmal gegen die Elfenbeinküste ausschied.
Erst bei der Qualifikation für die Spiele im Jahr 2004, kam man eine Runde weiter, nachdem das Team im Hinspiel mit 5:0 über den Tschad gewann, welche zum Rückspiel dann gar nicht mehr antraten und so das Spiel automatisch für Algerien gewertet wurde. In der zweiten Runden, wurden die weiteren Partien in einer Gruppe ausgetragen, an dessen Ende die Mannschaft auf dem letzten Platz landete.
Wieder von einem walkover profitierte die Mannschaft auf bei der Qualifikation für die Spiele 2008, wo man in der ersten Runde gegen die Zentralafrikanische Republik, gar nicht erst antreten musste. In der zweiten Runde scheiterte man dann jedoch mit 2:4 an Äthiopien.
Seit den Spielen 2012 erfolgt, die Qualifikation über den U-23-Afrika-Cup.

### U-23-Afrika-Cup
Bei der Qualifikation für die erste Austragung des U-23-Afrika-Cup im Jahr 2011, wurde die Mannschaft als gesetztes Team in der ersten Runde gegen Madagascar gelost. Hier gelang ein lockerer 4:0-Sieg nach Hin- und Rückspiel. Auch in der zweiten Runde lief es gut und mit 3:2 gewann man dann hier auch über Sambia. Damit gelang dann seit einigen Jahren erstmals wieder die Qualifikation für die Endrunde bei einem Turnier. Wie auch bei vorherigen Endrunde, reichte es hier jedoch nur für einen vierten und damit letzten Gruppenplatz.
Bei der Qualifikation für das Turnier im Jahr 2015, durfte das Team dann direkt in der Dritten Runde erst einsteigen, wo man dann auf Sierra Leone traf und diese im Hinspiel mit 2:0 bereits besiegte, womit im Rückspiel dann auch ein 0:0 reichte. So qualifizierte sich Algerien ein zweites Mal in Folge für die Endrunde. Nur fünf Punkte reichten diesmal zum ersten Platz in der Gruppe, womit die Mannschaft erstmals in die K.o.-Phase einzog. Dort schlug man im Halbfinale dann schlussendlich auch Südafrika mit 2:0. Im Finale zog man jedoch gegen Nigeria den kürzeren und verlor mit einer 1:2-Niederlage. Dies reichte aber aus, damit sich eine algerische Mannschaft seit 1980 erstmals wieder für die Olympischen Sommerspiele qualifizierte.
Bei der Qualifikation für die Austragung im Jahr 2019 gewann man in der ersten Runde nach einem 0:0 im Hinspiel im Rückspiel mit 3:1 über Äquatorialguinea, womit es in die Dritte Runde weiterging. Hier traf man dann auf Ghana, welchen man jedoch am Ende mit 1:2 unterlag und sich somit erstmals nicht für den U-23-Afrika-Cup qualifizieren konnte. Für das Turnier im Jahr 2023 ging es in der ersten Runde gegen die DR Kongo und nach einer 1:4-Niederlage im Hinspiel, reichte auch im Rückspiel kein 3:1-Sieg mehr um das Aus in der Qualifikation noch zu verhindern.

## Ergebnisse bei Turnieren
| Jahr | Platzierung        |
| ---- | ------------------ |
| 1991 | nicht qualifiziert |
| 1995 | Gruppenphase       |
| 1999 | Gruppenphase       |
| 2003 | Gruppenphase       |
| 2007 | Gruppenphase       |
| 2011 | nicht teilgenommen |
| 2015 | nicht teilgenommen |

| Jahr | Platzierung        |
| ---- | ------------------ |
| 2011 | Gruppenphase       |
| 2015 | 2. Platz           |
| 2019 | nicht qualifiziert |
| 2023 | nicht qualifiziert |